# Paul Sparks
Paul Sparks, född 16 oktober 1971 i Lawton, Oklahoma, är en amerikansk skådespelare.
Sparks har bland annat medverkat i TV-serierna Physical och Waco. Han har även medverkat i filmen Mud.

## Filmografi (i urval)
- 2010 – Edge of Darkness
- 2010–2014 – Boardwalk Empire (TV-serie)
- 2012 – Mud
- 2016 – The Night Of (TV-serie)
- 2018 – Waco (TV-serie)
- 2021–2022 – Physical (TV-serie)